# قرار مجلس الأمن التابع للأمم المتحدة رقم 615
قرار مجلس الأمن التابع للأمم المتحدة رقم 615، الذي تم تبنيه بالإجماع في 17 يونيو / حزيران 1988، بعد إعادة التأكيد على القرارات 503 (1982)، 525 (1982)، 533 (1983)، 547 (1984) و610 (1988) التي تعرب عن القلق إزاء أحكام الإعدام المفروضة نشطاء مناهضون للفصل العنصري، أشار المجلس إلى تدهور الوضع في جنوب إفريقيا.
وأعرب القرار عن قلقه العميق إزاء القيود المفروضة على ثمانية عشر ناشطاً ومنظمة مناهضة للفصل العنصري، فضلاً عن اعتقال قادة الكنيسة في 29 فبراير / شباط 1988، وكل ذلك قال إنه «يقوض احتمالات التوصل إلى حل سلمي للوضع في جنوب إفريقيا».
وفيما يتعلق بستة شاربفيل، أعرب المجلس عن قلقه إزاء رفض استئناف من جانبهم ورفض إعادة فتح القضية في محكمة بريتوريا العليا في 13 حزيران / يونيو 1988. ودعا القرار حكومة جنوب أفريقيا إلى تخفيف أحكام الإعدام الصادرة بحق ستة أشخاص، والتي فُرضت في تحد للرأي العالمي، كما دعا المجلس الدول الأعضاء الأخرى إلى استخدام نفوذها للضغط على جنوب إفريقيا من أجل إنقاذ حياة ستة نشطاء مناهضين للفصل العنصري.
أدت الضغوط الخارجية أخيرًا إلى تخفيف أحكام الستة جميعًا إلى 18-25 عامًا في السجن من قبل الرئيس بيتر ويليم بوتا، وبين عامي 1991 و 1992 تم إطلاق سراحهم جميعًا من السجن.

## روابط خارجية
- نص القرار في undocs.org